# Pranas Tamassauslo
Pranas Tamassauslo, litovski general, * 1880, † 1951.